# Ivan Palazzese
Iván Pallazzese est un pilote italo-vénézuélien, né à Alba Adriatica le 2 janvier 1962  et mort en course le 28 mai 1989 à Hockenheim. Il a été présent en championnat du monde moto de 1977 à mai 1989. 

## Biographie
Ivan Pallazzese est né en Italie, plus précisément à Alba Adriatica. Enfant, ses parents sont contraints d'émigrer au Venezuela. Il est élevé à Bogota. Il acquiert la nationalité vénézuelienne à l'âge de 15 ans. Ainsi il peut courir en 125 cm3 grâce à l'importateur Yamaha au Venezuela. Il sera fidèle à l'écurie Venemotos gérée par Andrea Ippolito, lui-même d'origine italienne, ce qui lui permet des contacts avec les écuries usine. Ainsi le jeune coureur se retrouve chez Morbidelli et réussit l'exploit de finir sur le podium de son premier grand prix au Venezuela. Il va courir pendant 12 ans mais toujours dans l'ombre de Vénézuéliens mieux cotés comme Johnny Cecotto et de Carlos Lavado dont il est l'équipier pendant de nombreuses années. Après 4 ans en 125, il monte en 250 et passe chez Yamaha puis Aprila. Il termine deux fois 3e. Sa meilleure saison est 1982 en 125 où il remporte 2 courses et joue pendant longtemps le titre avant de s'incliner dans les dernières courses. Les années 250 se passent moins bien et en 1988 il se sépare de Yamaha. Pendant cette période, il signe 3 podiums, 1 pole et 2 victoires.  
En 1989, il passe chez Aprila qui commence sa domination à cette période. Mais la saison 1989 va s'interrompre brutalement à la fin du mois de mai.

## Accident fatal
Alors qu'Ivan Pallazzese semble bien parti dans un peloton où il se bat avec le Français Bruno Bonhuil, l'Italien Fabio Barchitta et l'Autrichien Andreas Preining, la moto de l'autrichien casse son moteur de manière brutale ; c'est le début d'une série d'évènements qui vont conduire à l'un des plus graves accidents des 25 dernières années. L'Autrichien ralentit brutalement et les pilotes derrière cherchent à éviter le pilote. Malheureusement, comme Bubba Shobert lors du Grand Prix des États-Unis 2 mois avant et Reinhold Roth l'année suivante, Ivan Pallazzese percute avec violence la moto de l'Autrichien et se retrouve projeté dans les airs. Il retombe au sol, il n'est pas tué par le premier impact mais par le second car sa moto est toujours dans le peloton et Fabio Barchitta, qui le suivait, percute l'ensemble pilote-moto, tombe très violemment sur le rebord de la piste et reste inerte. Quant à Bruno Bonhuil qui était derrière, devant le mur de motos et la panique liée au carambolage, il n'a d'autres choix que de frapper les motos, il chute et se fracture une jambe. Ivan Palazzese gît au sol au milieu des débris. Il a été mortellement frappé par l'un des pilotes. Virginio Ferrari, lié déjà à un sauvetage désespéré en 1984 lorsqu'il avait secouru Kevin Wrettom qui mourra après 6 jours dans le coma, effectue un massage cardiaque alors que le commissaire tarde à venir. Mais au tour suivant les leaders reviennent et découvrent une moto en feu au milieu de la piste, un sur-accident se produit, ce qui achève le pauvre pilote qui n'avait même pas été hissé sur une civière et mis à l'écart. 
Malgré les efforts de Ferrari rejoint par le docteur Claudio Costa et les membres d'une équipe, le Vénézuelien meurt moins d'une heure après l'accident des suites d'un traumatisme thoracique. Fabio Barchitta s'en tirera et pourra remarcher, tandis que Bruno Bonhuil trouvera la mort en 2005 à Macao. 
Il faudra attendre 21 ans pour revoir un pilote mourir dans un crash collectif. En effet, le 5 septembre 2010, Shoya Tomizawa a mis fin à cette période qui n'avait plus vu un pilote mourir sur le circuit et non à l'hôpital des suites d'un accident. 
Un monument a été érigé dans sa ville natale en Italie en sa mémoire. 